# PAS Lamia 1964
El PAS Lamia 1964 (en griego: Π.Α.Ε. Π.Α.Σ. Λαμία 1964) es un equipo de fútbol de Grecia con sede en la ciudad de Lamía. Actualmente milita en la Segunda Superliga de Grecia.

## Historia
Fue fundado en el año 1964 en la ciudad de Lamía, y en los primeros años de su historia lo pasó en fútbol aficionado de Grecia, aunque sabían lo que es jugar a nivel profesional cuando ascendieron a la Beta Ethniki por primera vez en la temporada 1973-74. 
En la temporada 2016-17 terminaron en segundo lugar de la Beta Ethniki, con lo que jugarán en la Superliga de Grecia por primera vez en su historia en la temporada 2017-18.

### Temporada 2017-18
Su primer encuentro lo igualaron 1-1 contra el AE Larissas y terminaron en la posición 13° con 30 puntos. Logrando ganar 6 partidos, empataron 12 y perdieron 12. Con 20 goles a favor y 34 en contra. Su goleador en esta temporada fue el español Piti con 5 tantos.

### Temporada 2018-19
Comenzaron la temporada con una contundente victoria de 0-3 sobre el Apollon Smyrnis. Su posición en la tabla fue mejor y terminaron séptimos con 37 puntos, ganando 9 encuentros, empatando diez y perdiendo once. Con 28 goles a favor y 37 en contra. Su goleador con 9 tantos fue el argentino Jerónimo Barrales.

### Temporada 2019-20
En esta temporada la Super Liga de Grecia instaura la "liguilla" para el título y para el descenso, dándole la posibilidad a los primeros 6 lugares de luchar por el título y a los que se ubicaron de la séptima casilla a la decimocuarta de enfrentarse para evitar el descenso a la Segunda División de Grecia.
El Lamia culminó décimo, por lo que tuvo que luchar por la salvación la cual logró quedando de cuarto con 35 puntos. Su goleador de la temporada fue el brasileño Rogério Conceição do Rosário con 6 anotaciones.

### Temporada 2020-21
Vuelve a jugar la liguilla de promoción para descender a la Segunda División de Grecia tras haber quedado undécimo en la fase regular. Logró evadir el descenso quedando en cuarto lugar con 35 puntos. Su goleador fue el georgiano Bachana Arabuli con 4 goles.

### Temporada 2021-22
Fue una temporada complicada para el Lamia, cerrando la fase regular en la penúltima posición con 18 puntos y así obligado a jugar la liguilla de promoción donde terminó a cuatro puntos del descenso el cual se lo dejó el Apollon Smyrnis con 22 puntos. Su goleador en esta campaña fue nuevamente el georgiano Bachana Arabuli con 4 goles.

### Temporada 2022-23
El Lamia termina de último en la fase regular junto con el Levadiakos FC y juega la promoción donde por dos puntos se salva de no descender con un empate agónico 2-2 en el estadio del Ionikos de Nicea, en ese juego lograron igualar con goles del costarricense Cristopher Núñez y del serbio Zoran Tošić.

## Palmarés
- Football League 2 (2): 1972-73, 2013-14
- Delta Ethniki (4):: 1989-90, 1993-94, 1999-00, 2003-04